# انقلاب يوليو
انقلاب يوليو محاولة انقلاب فاشلة ضد الفاشية النمساوية من قبل النازيين النمساويين، التي وقعت بين 25-30 يوليو 1934
بعد بضعة أشهر فقط من الحرب الأهلية النمساوية قام النازيون النمساويون وجنود من القوات الخاصة الألمانية بمهاجمة المستشارية في فيينا في محاولة لإسقاط حكومة جبهة الوطن الأم الحاكمة تحت قيادة إنغلبرت دولفوس لصالح استبدالها بحكومة مؤيدة للنازية تحت قيادة أنتون رينتلين للحزب المسيحي الاجتماعي. فشل الانقلاب النازي في النهاية لأن غالبية السكان النمساويين والقوات الفيدرالية ظلت موالية للحكومة. ومع ذلك، نجح النازيون في قتل المستشار دولفوس، على الرغم من أن كورت شوشنيغ خلفه واستمر النظام النمساوي في السلطة.
تم تجنب الغزو الألماني للنمسا لدعم الانقلاب بسبب ضمان الاستقلال والدعم الدبلوماسي الذي تلقته النمسا من إيطاليا الفاشية.

## خلفية
أعطى وصول هتلر للسلطة في ألمانيا في 30 يناير 1933، عندما عين الرئيس بول فون هيندينبيرغ أدولف هتلر مستشار، دفعة هائلة للنازيين النمساويين. عندما عرقل المستشار النمساوي إنجلبرت دولفوس الجلسات الإضافية لبرلمان المجلس الوطني في 4 مارس 1933، استجاب النازيون للمطالب بإجراء انتخابات جديدة، وعمل دعاية واسعة النطاق وموجة من الإرهاب بالقنابل. استجاب دولفوس لهذه الإجراءات بتدابير استبدادية مثل تفتيش المنازل والاعتقالات. تفاقم الوضع من قبل وزير العدل البافاري، المحامي النازي هانز فرانك، الذي هدد الحكومة النمساوية في خطاب عام في 8 مارس بالتدخل المسلح من قبل قوات الحزب النازي. ومع ذلك، ركزت حكومة دولفوس اليمينية في البداية على حظر الحزب الشيوعي والمنظمة شبه الديمقراطية الاجتماعية شوتزبوند. عندما دخل هانز فرانك وزملائه في الفريق هانز كيرل ورولاند فريسلر، في 13 مايو 1933، شخصيا إلى البلاد للتحدث في فيينا وكذلك غراتس (حيث تحدث بصراحة ضد نظام دولفوس وتحدث إلى الألمان النمساويين لتشجيع على العصيان المدني)، بعد جولة استمرت يومين، في 15 مايو 1933، تم ترحيله وتم حظر الحزب النازي النمساوي في 19 يونيو 1933. هرب العديد من النازيين إلى ألمانيا وانضموا إلى الفيلق النمساوي، بينما بقي آخرون في النمسا واستمروا في أعمالهم بشكل غير قانوني. ردت حكومة هتلر بعقوبات اقتصادية قاسية تستهدف السياحة النمساوية.

## مسار الانقلاب
يوم 25 يوليو 193، في خضم التوترات الاجتماعية والسياسية الصعبة، وبعلم من رجال دولة الألمانية، قام 154 رجل من شوتزشتافل متنكرين بلباس القوات المسلحة النمساوية بالدخول إلى المستشارية النمساوية. قتل المستشار دولفوس برصاصتين أطلقتهما النازية أوتو بلانيتا. هرب الباقيين من الحكومة. احتلت مجموعة أخرى من الانقلابيين مبنى راديو RAVAG وبثوا تقريرًا خاطئًا حول النقل المفترض للسلطة من دولفوس إلى Anton Rintelen. كان هذا بمثابة دعوة للنازيين في جميع أنحاء النمسا لبدء الانتفاضة ضد الدولة. جرى قتال لعدة أيام في أجزاء من كارينثيا وستيريا والنمسا العليا، بالإضافة إلى انتفاضات أصغر في سالزبورغ. كان هناك قتال في أبر ستيريا، المنطقة الصناعية بين جودنبرج وليوبن وفي إنس ومنطقة دويتشلاندسبيرغ ‏ في جنوب غرب ستيريا وفي جنوب شرق ستيريا بواسطة باد رادكرسبورج. وقعت اشتباكات دامية في شلادمينج وليوبن وحولها. في كارينثيا، كانت مراكز الانقلاب في كارينثيا السفلى وسانكت بول إم لافانتال. في النمسا العليا، بالإضافة إلى أعمال فردية في زالسكامرغوت، وتركز القتال في ممر Pyhrn وفي Mühlviertel، حيث في ليلة 26 يوليو، في كوليرشلاغ منطقة على الحدود البافارية -مع النمسا، دخلت مجموعة من الفيلق النمساوي إلى الأراضي النمساوية وهاجمت حرس الجمارك ومركز الشرطة.
لم يكن النازيون مسلحين، معتقدين أن الجيش والشرطة النمساوية سينضمون إليهم بمجرد بدء الانقلاب، لكن القوات ظلت في الغالب موالية. في وقت مبكر من 26 يوليو، تم القبض على رجل ألماني عند المعبر الحدودي في كوليرشلاغ، يحمل تعليمات دقيقة للانقلاب. أطلق عليها اسم "وثيقة Kollerschlag"، وشهد على وجود صلة واضحة بين بافاريا وانقلاب يوليو.

## ما بعد
في 26 يوليو 1934 ، تم إنشاء محاكم عسكرية لمقاضاة المتمردين. تم إعدام 13 واعتقل 4000 من أنصار النازية. وفر الكثيرون إلى يوغوسلافيا أو إلى ألمانيا. أصبح كورت فون شوشنيغ المستشار الجديد وبقي إرنست روديجر ستارهيمبرغ كنائب للمستشار.